# Sci di fondo agli VIII Giochi asiatici invernali - 10km TL femminile
La gara 10km a tecnica libera femminile si è svolta il 21 febbraio 2017 al Shirahatayama Open Stadium di Sapporo in Giappone.

## Risultati
| Rank | Atleta                | Tempo     |
| ---- | --------------------- | --------- |
| 1    | Yuki Kobayashi        | 30:24.6   |
| 2    | Lee Chae-won          | 30:49.0   |
| 3    | Yelena Kolomina       | 31:14.4   |
| 4    | Kozue Takizawa        | 31:25.2   |
| 5    | Chisa Obayashi        | 31:35.4   |
| 6    | Li Hongxue            | 32:10.9   |
| 7    | Marina Matrossova     | 32:19.7   |
| 8    | Anzhelika Tarassova   | 32:31.5   |
| 9    | Chi Chunxue           | 32:53.9   |
| 10   | Hikari Miyazaki       | 33:17.8   |
| 11   | Darya Ryazhko         | 33:20.0   |
| 12   | Han Da-som            | 33:35.7   |
| 13   | Karen Chanloung       | 33:46.5   |
| 14   | Ma Qinghua            | 33:59.8   |
| 15   | Casey Wright          | 34:07.7   |
| 16   | Choe Shin-ae          | 34:35.4   |
| 17   | Ju Hye-ri             | 35:57.6   |
| 18   | Bat-Ochiryn Delgermaa | 43:06.4   |
| 19   | Manikala Rai          | 43:35.1   |
| 20   | Nisha Devi            | 1:06:30.2 |
| 21   | Vikas Rana            | 1:15:20.8 |
| 22   | Lea Rahme             | 1:15:38.3 |
| 23   | Sarla Thakur          | 1:19:22.2 |
| —    | Li Xin                | DNF       |